# Distrikt Amarilis
Der Distrikt Amarilis liegt in der Provinz Huánuco in der Region Huánuco in Zentral-Peru. Der Distrikt wurde am 1. Juni 1982 gegründet. Er hat eine Fläche von 136 km². Im Jahr 2017 lag die Einwohnerzahl bei 85.305, 10 Jahre zuvor bei 67.617. Verwaltungssitz des Distriktes ist die Stadt Paucarbamba, auf einer Höhe von 1910 m am rechten Flussufer des Río Huallaga gegenüber der Regionshauptstadt Huánuco gelegen. Paucarbamba hatte beim Zensus 2017 72.182 Einwohner.

## Geographische Lage
Der Distrikt Amarilis liegt in der peruanischen Zentralkordillere auf der rechten Uferseite des Río Huallaga und umfasst die Einzugsgebiete dreier kleiner Nebenflüsse.
Der Distrikt Amarilis grenzt im Westen an den Distrikt Pillco Marca, im Nordwesten an den Distrikt Huánuco, im Nordosten an den Distrikt Santa María del Valle, im Osten an die Distrikte Umari und Molino (beide in der Provinz Pachitea) sowie im Süden an den Distrikt Conchamarca (in der Provinz Ambo).